# Копьев, Михаил Владимирович
Копьев Михаил Владимирович (11 августа 1885 — 27 декабря 1965, Шартр) — русский морской офицер-подводник. Участник Первой мировой войны и Гражданской войны в России. Капитан 2-го ранга. В эмиграции в Тунисе и Марокко.

## Биография
Родился 11 августа 1885 года. Из дворян Санкт-Петербургской губернии. Закончил Морской кадетский корпус в 1907 году. Мичман с 13 апреля 1908 года. Закончил Штурманский офицерский класс в 1911 году. Лейтенант с 25 марта 1912 года. Закончил Офицерский класс подводного плавания в 1913 году. В октябре 1913 года был назначен в подплав Сибирской флотилии, командир подводной лодки "Сом", в декабре 1914 года готовил лодку к перевозке. В феврале 1915 года подводная лодка «Сом» доставлена в Севастополь по железной дороге и вошла в состав Бригады подводных лодок МСЧМ. С марта лодка начала патрулировать подходы к Одессе.   
В 1915 году принимал поступающие в Россию разобранные лодки типа «АГ» во Владивостоке. С 28 декабря 1915 года, наблюдающий по подводной части за постройкой кораблей Балтийского флота. Старший лейтенант с 30 июля 1916 года. С 26 июня 1916 года был назначен командиром головной подводной лодки проекта 602 Американский Голланд АГ-11, исполнял должность до 15 ноября 1917 года. В 1917 году был произведён в старшие лейтенанты и назначен командиром 4-го дивизиона подводных лодок типа «АГ».   
Во время Гражданской войны в России во ВСЮР и Русской армии Врангеля. Капитан 2-го ранга с 30 ноября 1919 года. С 21 ноября 1920 года командир подводной лодки «Тюлень». Участник Крымской эвакуации, ушёл из Севастополя в Константинополь. Эвакуировал лодку с Русской эскадрой в Бизерту. В январе – мае 1921 года начальник дивизиона подводных лодок. С августа 1921 по июль 1922 года начальник 3-го отряда судов и командир подводной лодки «Буревестник». 
В эмиграции до 1926 года в Тунисе, работал на фосфатной фабрике, в Алжире в Боне, в 1938–1957 годах в Марокко в Касабланке. С 1965 года во Франции. Умер 27 декабря 1965 года в Шартре во Франции, похоронен на кладбище Сент-Женевьев-де-Буа. 
Морской писатель, псевдоним Изгнанник. Статьи в «Морском сборнике»; воспоминания «Страница Русского флота» (Морской сборник, вып. XVII–XIX, 1922; XX, 1923).

## Семья
- Первая жена 8.01.1910: до 1926 Наталия Алексеевна (Товарова),
- Вторая жена Валентина Николаевна (Гуссаковская; ум. 30 дек. 1979), дети: Вера (25.08.1914), Надежда (1926), Владимир (1928)[1][4].